# 我等の仲間
『我等の仲間』（われらのなかま）（フランス語：La belle equipe）は1937年公開のフランス映画。宝くじで10万フランを当てた5人の仲間たちが協力し力を合わせて小川のほとりに「ベル・エキップ - 我等の家」と名付けた別荘で店を開こうとするが次第に破綻をきたし一人ずつ仲間が減っていく。結末はハッピー･エンド版と悲劇版の2種類が用意されている。

## キャスト
| 役名       | 俳優                     | 日本語吹替  | 日本語吹替  | 日本語吹替 |
| 役名       | 俳優                     | 東京12ch版1 | 東京12ch版2 | TBS版      |
| ---------- | ------------------------ | ----------- | ----------- | ---------- |
| ジャン     | ジャン・ギャバン         | 森山周一郎  | 森山周一郎  | 森山周一郎 |
| シャルル   | シャルル・ヴァネル       |             |             |            |
| レイモン   | レイモン・エイムス       |             |             |            |
| ジャック   | シャルル・ドラ           |             |             |            |
| マリオ     | ラファエル・メディナ     |             |             |            |
| ユゲット   | ミシュリーヌ・シェイエル |             |             |            |
| ジーナ     | ヴィヴィアーヌ・ロマンス |             |             |            |
| 酔っぱらい | レイモン・コルディ       |             |             |            |
| ルネ       | ロベール・リナン         |             |             |            |

- 東京12ch版1：初回放送1978年9月22日『想い出の名作洋画劇場』[1]
- 東京12ch版2：初回放送1980年1月2日『ナショナル 懐かしの名画劇場』[1]
- TBS版：初回放送1986年7月31日『木曜ロードショー』（深夜枠）[1]

## スタッフ
- 監督：ジュリアン・デュヴィヴィエ
- 原作/脚本：ジュリアン・デュヴィヴィエ、シャルル・スパーク
- 撮影：ジュール・クリュージェ
- 音楽：モーリス・ジョベール、モーリス・イヴェン
- 日本語版制作：ザック・プロモーション[1]

## 後の作品に与えた影響
- 脚本家の高橋二三はギャバン主演の『我等の仲間』を好きな映画と公言し、特に『大怪獣決闘 ガメラ対バルゴン』に強い影響があるという[2]。東映ヤクザ映画で知られる脚本家の笠原和夫は代表作『仁義なき戦い』はギャバン主演の『我等の仲間』を手本にして書いたと公言している[3]。
- テレビドラマ「王様のレストラン」 - 作中で舞台となるレストランの店名「ベル・エキップ」。登場人物に監督のデュヴィヴィエを使用。

## 主題歌
- 水の畔を歩いてみれば Quand on s'proméne au bord de l'eau
作詞：ジュリアン・デュヴィヴィエ、作曲：モーリス・イヴァン、サントルイユ、ポトラ、歌：ジャン・ギャバン
開店祝いの場面で主人公により歌われる。